# Monastère Saint-Georges de Iouriev
Pour les articles homonymes, voir Monastère Saint-Georges (homonymie).

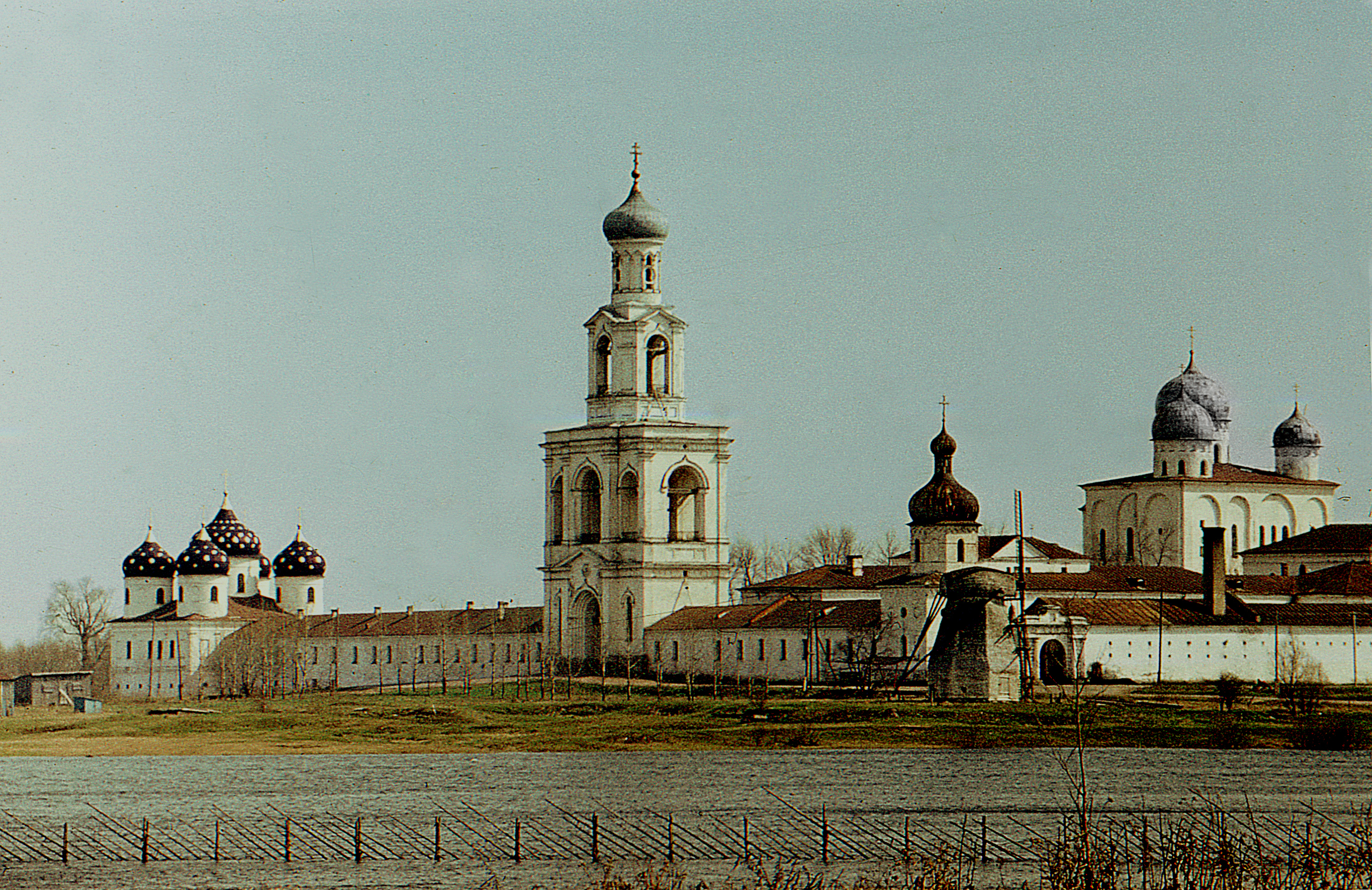
Le monastère en 1976.

Le monastère Saint-Georges de Iouriev (russe : Юрьев монастырь) est généralement considéré comme le plus ancien monastère de Russie. Il se dresse à 5 km au sud de Novgorod en rive gauche du Volkhov, non loin du débouché du Lac Ilmen, dans le hameau de Iourievo. C'était la principale institution religieuse de la république de Novgorod. Il est classé au patrimoine mondial au titre des Monuments historiques de Novgorod et de ses environs.

## Histoire
Selon la légende, ce monastère en bois aurait été fondé en 1030 par Iaroslav le Sage (baptisé sous le nom de Georges) ; la première mention historique fiable ne remonte cependant qu'au XIIe siècle, à l’époque de la reconstruction en maçonnerie par un certain « Maître Pierre » de la grande église Saint-Georges (Georgieveskii) en 1119, sous le règne du prince Vsevolod de Novgorod et Pskov et le patriarcat de l’higoumène Kyouriak (Kirik).

## Rayonnement des archimandrites de Iouriev
Dès le premier tiers du XIIIe siècle, l’higoumène avait été élevé au rang d’archimandrite ; et c'est ainsi qu’on voit en 1226 dans les Chroniques un certain archimandrite Savatii prier à son trépas les conseillers de Novgorod de bénir son successeur:68. Cet indice pousse certains universitaires à avancer que les archimandrites du monastère de Iouriev étaient élus par le Vétché de Novgorod ; il est vrai qu’en 1226 les notables de Novgorod ont approuvé formellement l’élection du successeur de Savatii, mais l’implication du vétché n'est pas attestée. En 1337, ce sont des conseillers du vétché qui ont extrait l’archimandrite Esif (Joseph) de l’église Saint-Nicolas vers la place du Marché ; les chroniques sont silencieuses sur la façon dont s'est conclu le soulèvement, car l'année suivante, à la mort de l’archimandrite de Saint-Georges Lavrenti (Laurent), Esif prit sa succession. En 1342 il fut envoyé vers la forteresse de Koporie pour libérer le possadnik Fedor Danilovitch détenu à cet endroit. Les monastères russes ont tout au long des siècles servi de lieu de détention pour les prisonniers politiques. En 1345, sous la direction de l’archimandrite Esif, on a réparé l’église Saint-Georges et on a doublé la couverture d'une feuille de plomb:xii, 130, 132, 138, 140

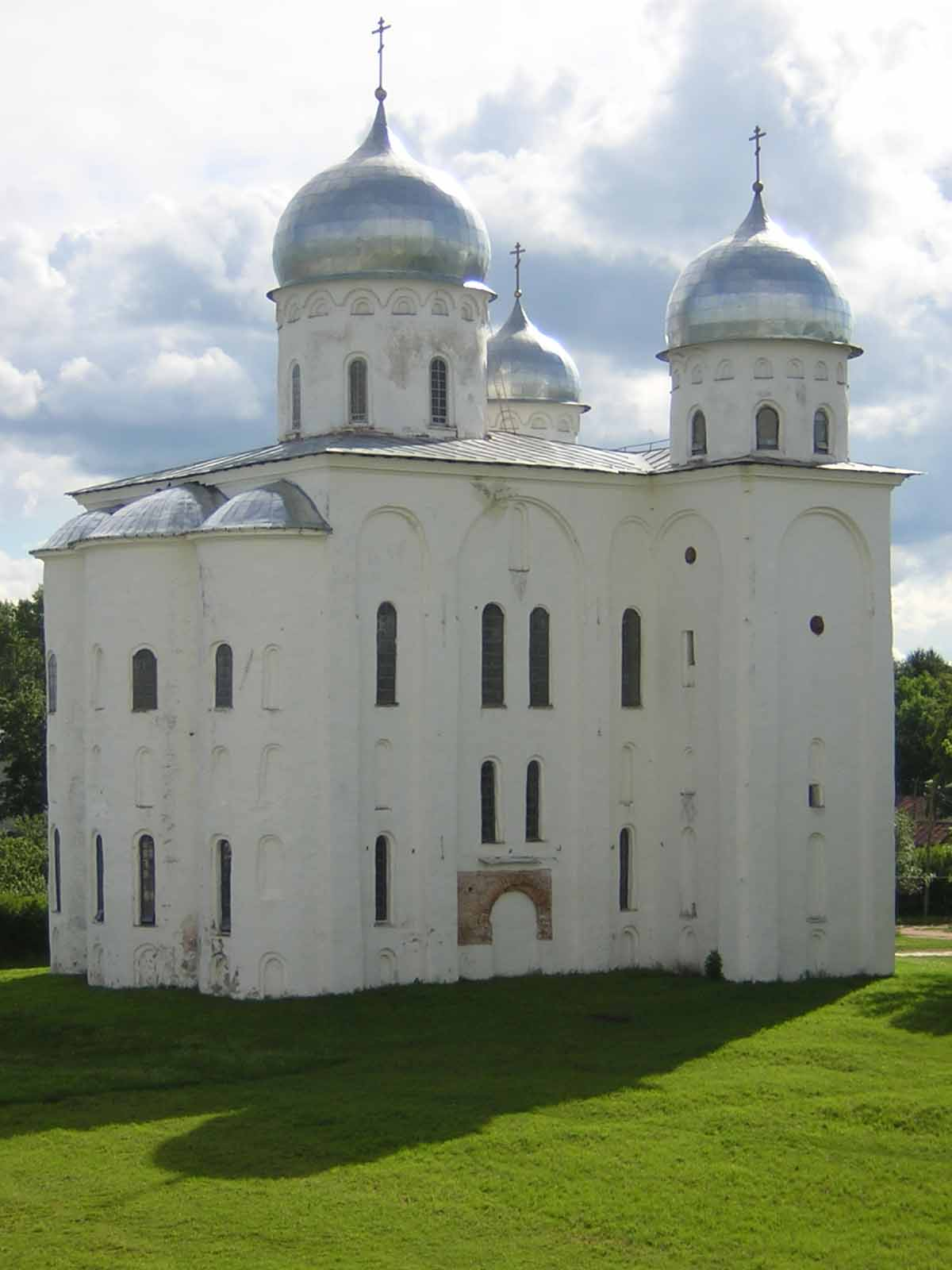
La cathédrale Saint-Georges a été édifiée en 1119.

Les archimandrites du monastère de Iouriev portaient le titre honorifique d'archimandrites de Novgorod, comme on le lit dans les Chroniques pour l'année 1270, lorsque Varlaam « higoumène de Saint-Georges et archimandtire de Novgorod »:104 mourut. On trouve en appendice à la Première Chronique une liste des « archimandrites de Novgorod ». En fait, les archimandrites du monastère de Iouriev furent, des siècles durant, les seuls archimandrites de la principauté de Novgorod, et se trouvèrent, pour ainsi dire, les archimandrites de Novgorod. Certains chercheurs estiment que leur rôle dans l’Église de Novgorod était purement honorifique, qu'ils étaient des auxiliaires des archevêques de Novgorod ou qu'ils dirigeaient les monastères de la république de Novgorod ; mais cela reste pure spéculation. L’archimandrite Sava fut inhumé dans le monastère Saint-Antoine de Novgorod, et plusieurs archimandrites ont fait édifier des églises dans d’autres monastères, trahissant par là leur autorité ou leur influence sur les monastères de la ville-république:117, 156, 180. L’archevêque Spiridon (1229–1249) était moine et diacre du monastère avant d'être élu archevêque de Novgorod. L’archevêque Moïseï (Moïse) (1325–1330, 1352–1359) fut archimandrite du monastère de Iouriev avant d'être élu archevêque:123, et l’archevêque Feoktist (Théoctiste) fut, selon certaines sources, inhumé dans le monastère de Iouriev (ce qui explique la présence d'une grande fresque le représentant, et celle d’une petite icône dans l’Église de l'Exaltation de la Croix), mais d'autres sources indiquent qu'il fut enterré dans un autre monastère, celui de l’Annonciation, comme le prince Dimitri Chemyaka.

## Nécropole princière
Le monastère abrite la crypte des princes de Novgorod. Dès 1198 deux fils de Iaroslav le Sage : Izyaslav de Louki et Rostislav, furent inhumés dans l'église Saint-Georges. Puis en 1233 ce fut le frère aîné du grand prince Alexandre Nevski, Théodore (Фёдор), et onze ans plus tard, en 1244, leur mère Théodosia (Феодосия). Lorsque, deux siècles plus tard, au cours de la guerre d'Ingrie (1610 - 1617), les envahisseurs suédois profanèrent ces tombes en quête de bijoux, ils découvrirent le corps préservé du prince Théodore. Ils « le tirèrent de sa tombe et dressèrent son corps le long du mur : il avait l’air vivant. » Sur la base de ce miracle, on canonisa le grand prince Théodore à Novgorod, dont il devint le saint patron.

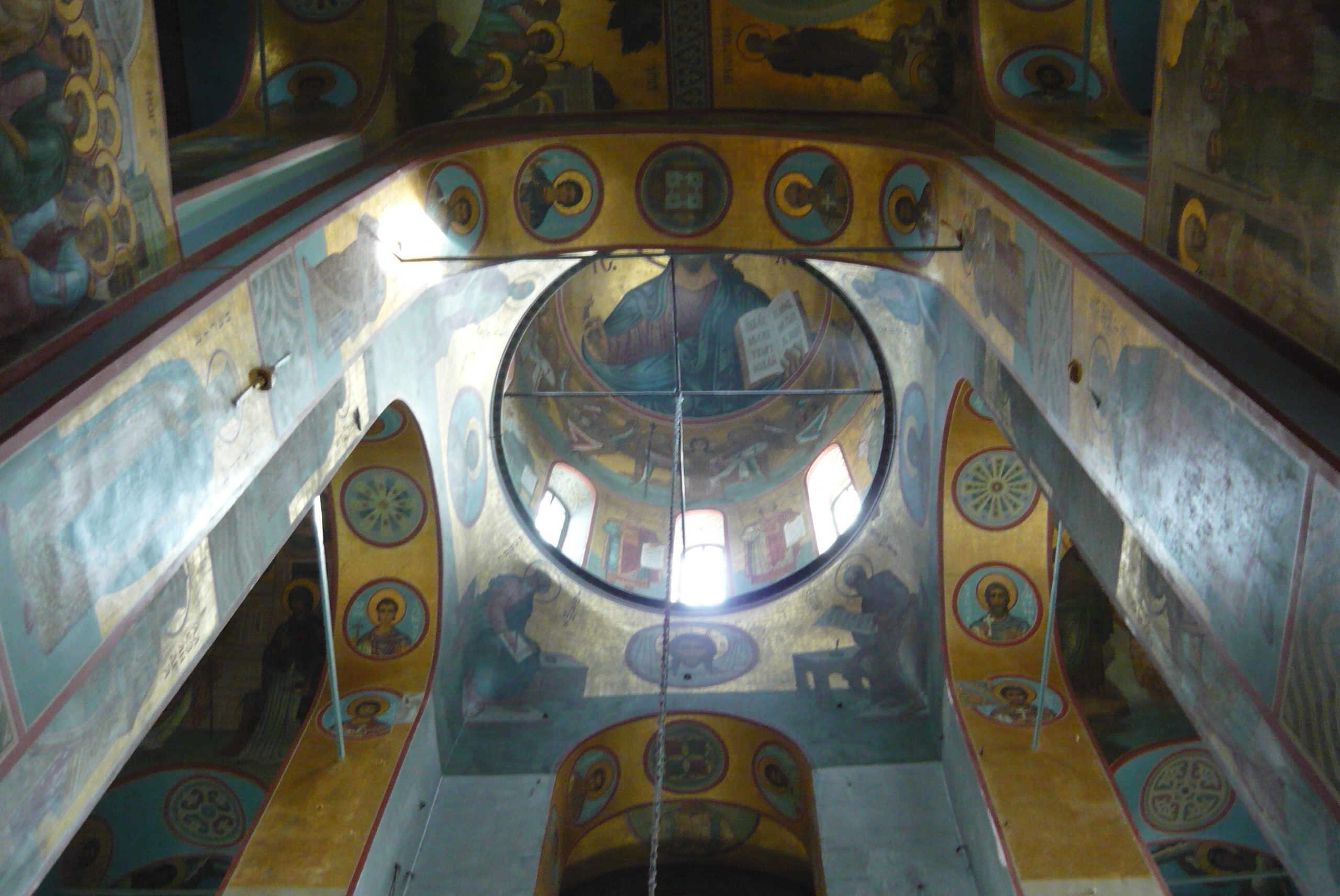
Le catholicon conserve quelques traces de ses peintures du XII.

Le monastère a joué un rôle essentiel dans la connaissance de la Novgorod médiévale, puisqu'une partie de la Première chronique de Novgorod (texte synodal) a été compilée dans ce monastère.

## Architecture
L’église Saint-Georges est l'une des plus vastes de Novgorod et de ses environs : c'est un édifice en pierres blanches élevé (32 m), présentant une surface en plan de 26 m×11 m, surmonté de trois dômes d'argent, trait inhabituel pour une église russe : celles-ci en comptent généralement cinq (le dôme principal représentant le Christ, et les quatre autres les évangélistes). Quelques vestiges de fresque médiévale subsistent, mais la plupart des fresques datent seulement de 1902. Parmi celles-là, on compte un Christ pantocrator dans le dôme principal, un portrait en pied de l’archevêque Feoktist de Novgorod, et un autre portrait du prince Vsevolod Mstislavitch sur la culée sud-ouest.
L’église de l’Exaltation de la Sainte-Croix, avec ses cinq dômes bleus ornés d’étoiles d'or, se trouve dans le coin nord-est du monastère ; elle a été édifiée au XVIIIe siècle. Le portail du monastère est surmonté d’un dôme doré si élevé qu’il est visible du centre-ville, et même du Kremlin de Novgorod, situé à 3 km plus au nord.
Le monastère fut profané à l’époque soviétique : cinq de ses six églises étaient rasées dès 1928, et le monastère a été désaffecté en 1929. Au cours de la Seconde Guerre mondiale, les corps de logis, occupés par les soldats allemands et espagnols, ont été gravement endommagés. Il faudra attendre 1991 pour que le monastère soit restitué à l’Église orthodoxe russe, et qu’interviennent les premières réparations. Toutefois l’aile ouest, avec son église, demeure en ruines.

Quelques-unes des icônes confisquées au monastère sous le règne d’Ivan le Terrible
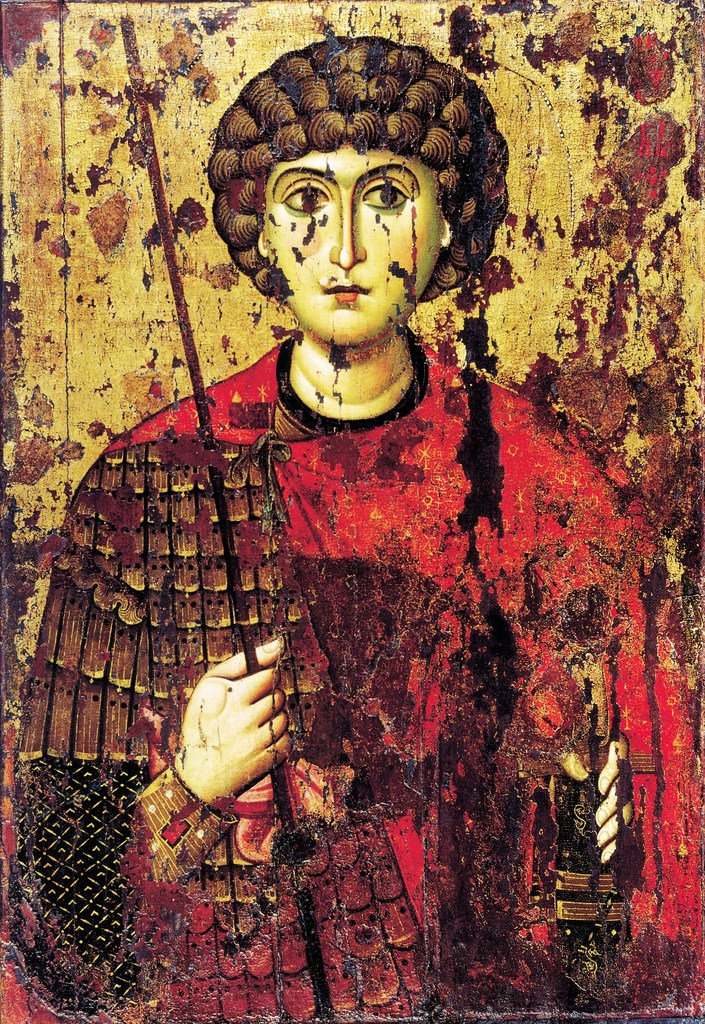
Saint Georges (cathédrale de la Dormition), l’une des plus anciennes icônes de Russie
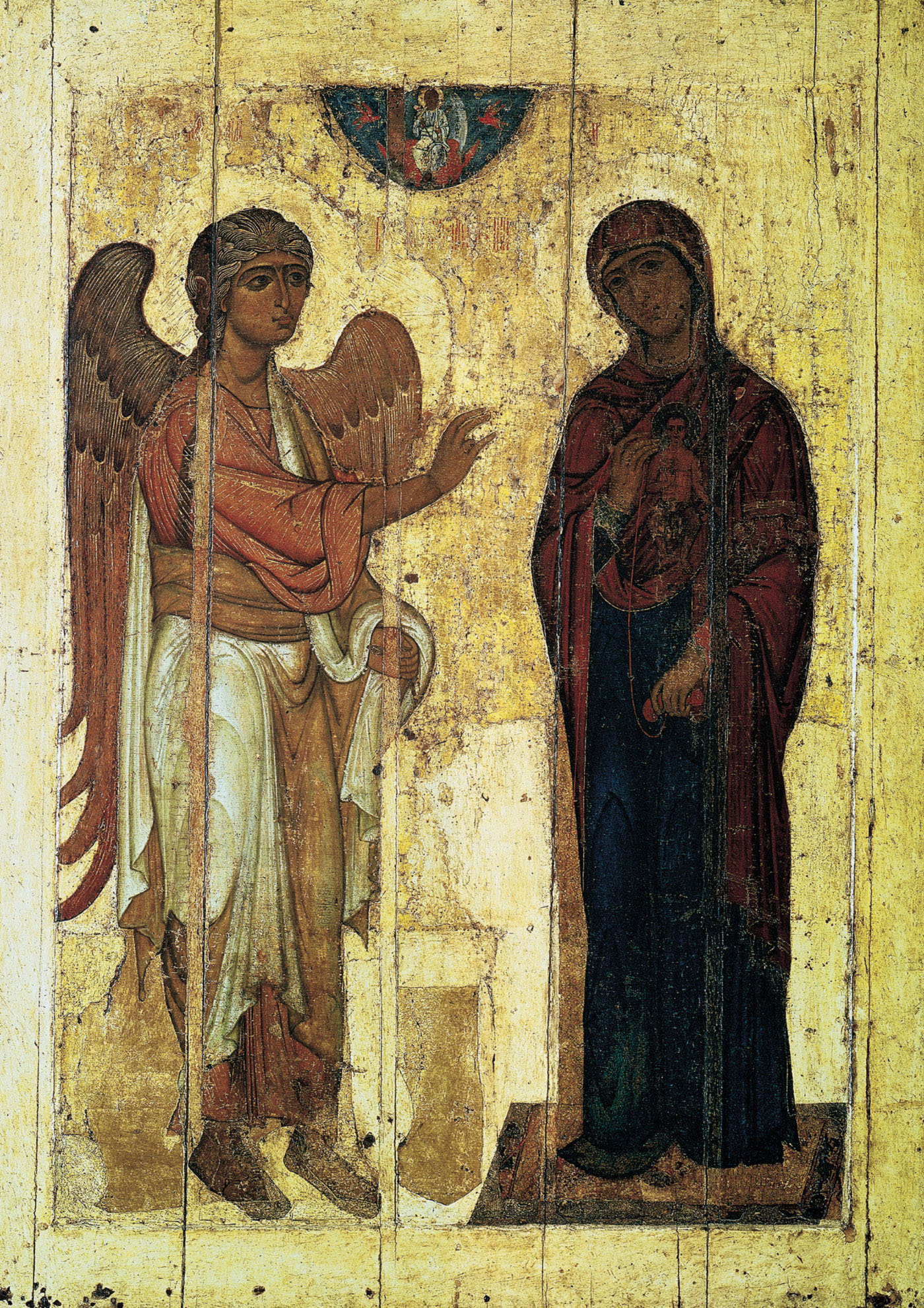
L’Annonciation d'Oustioug est l’icône de la cathédrale de l'Annonciation de Moscou Aujourd'hui à la Galerie Tretiakov
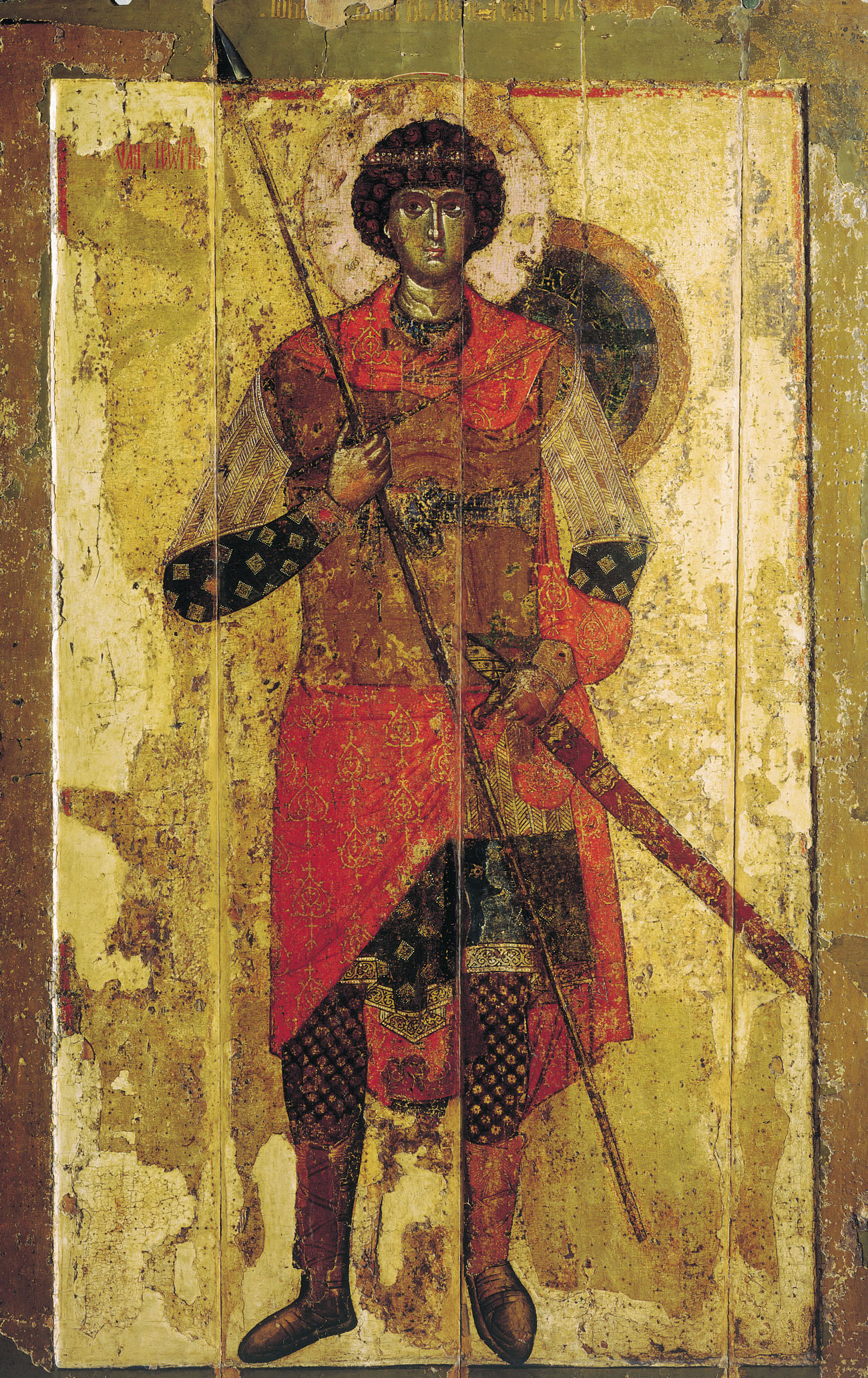
L’icône de Saint Georges (galerie Tretiakov) dans le catholicon date des années 1130